# Émetteur TV Bâle
L'émetteur TV Bâle, ou selon la désignation officielle Bettingen S Chrischona, est un émetteur radio se trouvant sur la commune de Bettingen dans le canton de Bâle-Ville en Suisse.

## Localisation et histoire
La tour est construite à 495 m d'altitude sur la montagne de Sankt Chrischona (point culminant : 522 m). Elle est située à 4 km au nord-est de Bâle, sur la commune de Bettingen. La tour, de type autoportante, fut achevée en 1984 et a remplacé l'ancienne structure métallique d'une hauteur de 150 m, datant de 1962. La tour n'est pas accessible au public. Elle abrite une station météo et qualité air.
Lors de l'ouragan Lothar (26 décembre 1999), les vents soufflant à 220 km/h l'ont fait osciller de 50 cm.

## Télévision et radio
L'émetteur de radiodiffusion Swisscom diffuse la télévision numérique, TNT, la radio FM et DAB :
- TNT ou DVB-T : canal 31V UHF : TSR1 - SF1 - SF2 - TSI1 - SF Info

("V" pour polarisation verticale et "H" pour polarisation horizontale)
Pour avoir la TSR2 il faut utiliser "Les Ordons" (31/12/2006) et le "Chasseral".
En cas de difficulté voir l'alternative du canal 32V de Zurich, voir photos du mux et de l'antenne.
Le Canal 31 V est recevable dans le sud de l'Alsace et sur Belfort/Montbéliard et une partie de la Haute-Saône avec, au mieux une antenne d'intérieur, mais le plus souvent avec une antenne directive UHF en polarisation verticale parfois complétée d'un préamplificateur d'antenne (+ un adaptateur TNT).
En FM, diffusion des programmes basiques suisses et régionaux allemands. La zone de couverture se situe essentiellement autour de Bâle avec débordements techniques inévitables dans la partie S/O du BW et la partie sud de la plaine d'Alsace, possible jusqu'à Sélestat/Obernai et à la trouée de Belfort.

## Galerie d'images

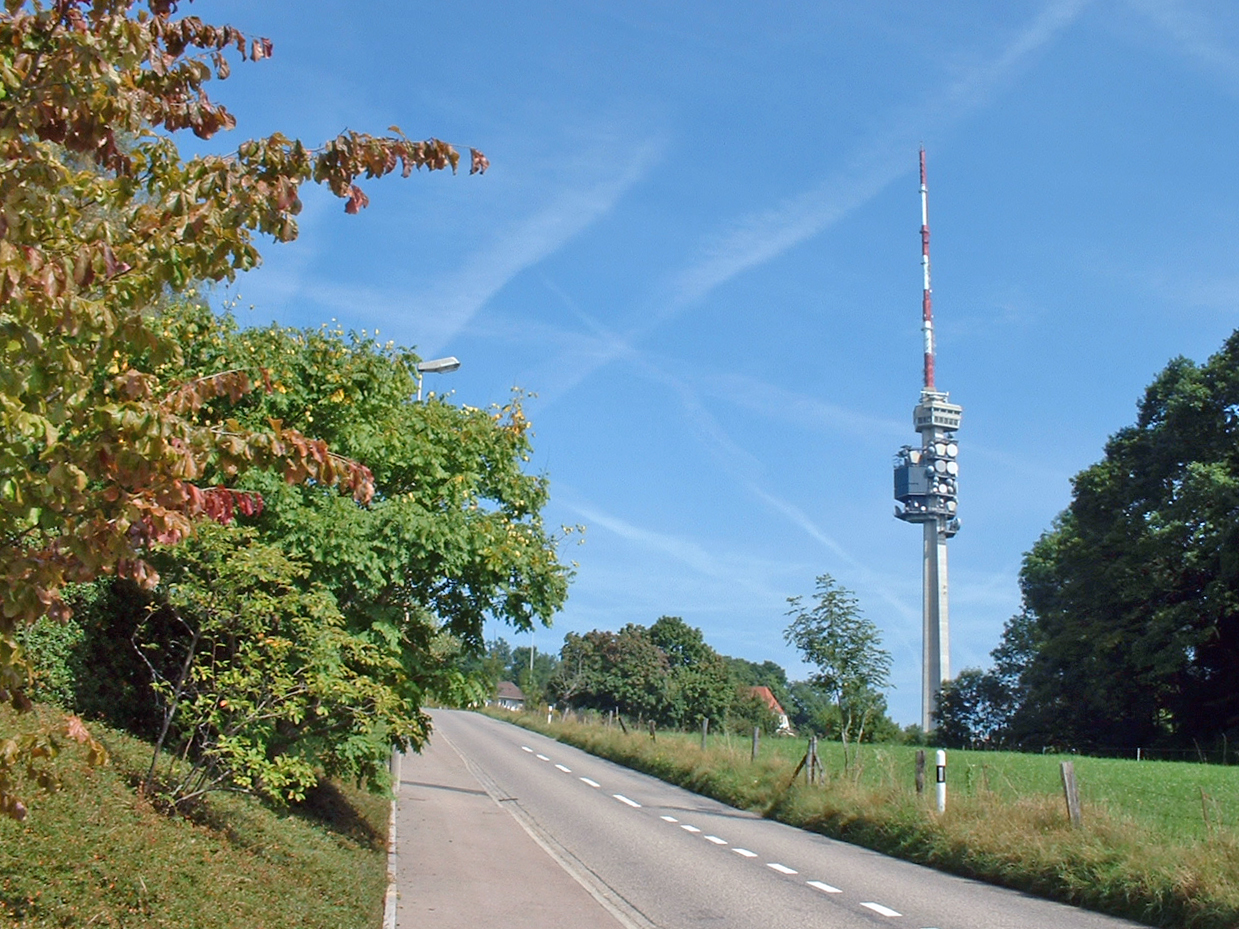
Sankt Chrischona, la plus haute structure autoportante suisse, 250 m.
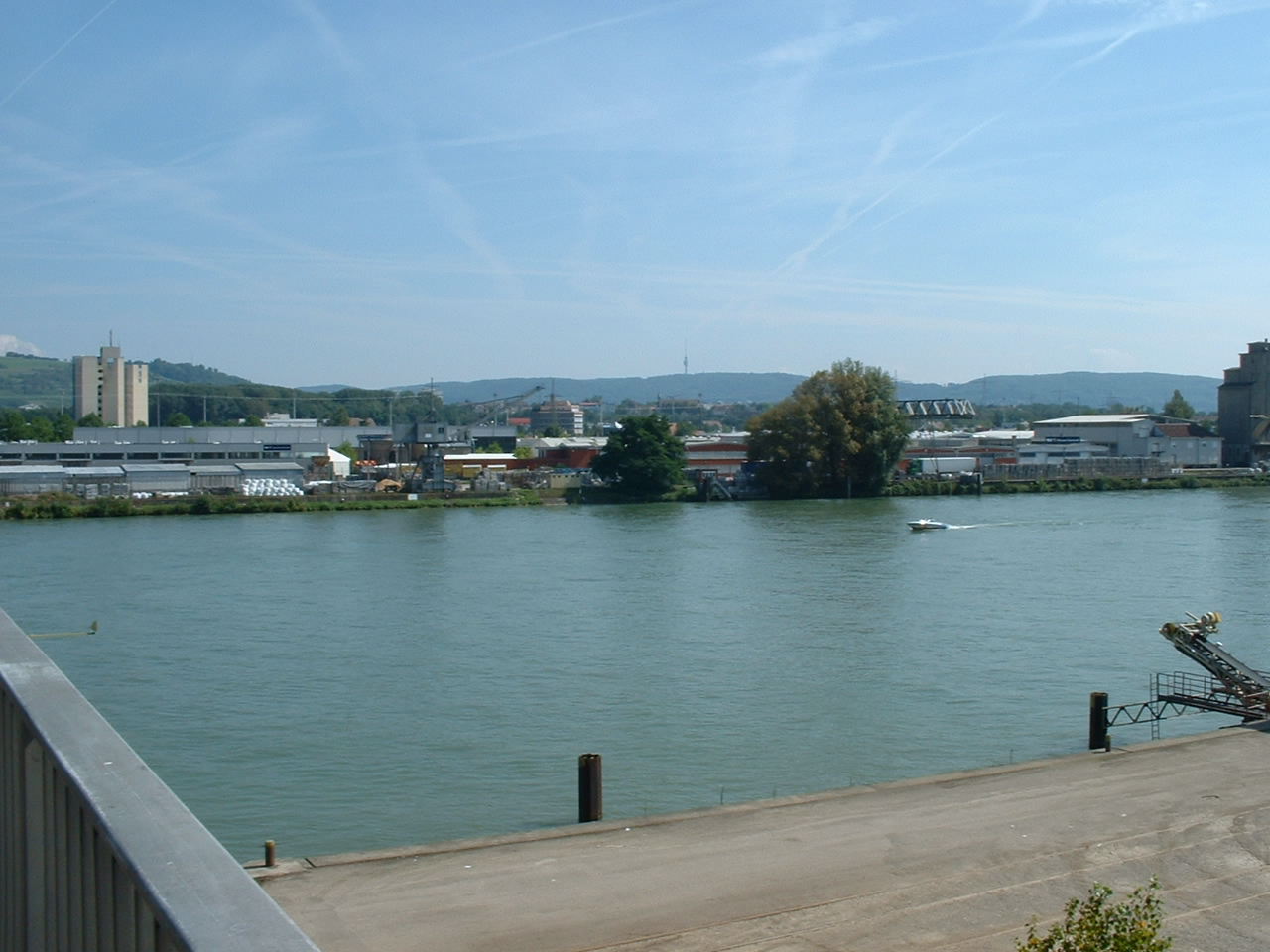
Site depuis la plaine d'Alsace.

## Sources
1. ↑  Source